# Вилкове (пункт контролю)
45°23′57″ пн. ш. 29°35′37″ сх. д. / 45.39917° пн. ш. 29.59361° сх. д.
Ви́лкове — пункт контролю через державний кордон України на кордоні з Румунією.
Розташований в Одеській області, Кілійський район, поблизу однойменного міста на автошляху Т 1628. Рейси здійснюються з Усть-Дунайського морського торговельного порту. З румунського боку розташований пункт контролю «Периправа», повіт Тулча.
Вид пункту пропуску — річковий (через Дунай). Статус пункту пропуску — місцевий з 7.00 до 20.00.
Характер перевезень — пасажирський.
Судячи із відсутності даних на сайті МОЗ, пункт пропуску «Вилкове» може здійснювати лише радіологічний, митний та прикордонний контроль.
Пункт пропуску «Вилкове» входить до складу митного посту «Ізмаїл» Південної митниці. Код пункту пропуску — 50007 13 00 (15).